# 郭真湖
郭真湖是一个位于中国江苏省兴化县的湖泊，面积约为5平方千米，平均水深约为1.1米，蓄水量约为540万立方米。